# Vloerpuzzel

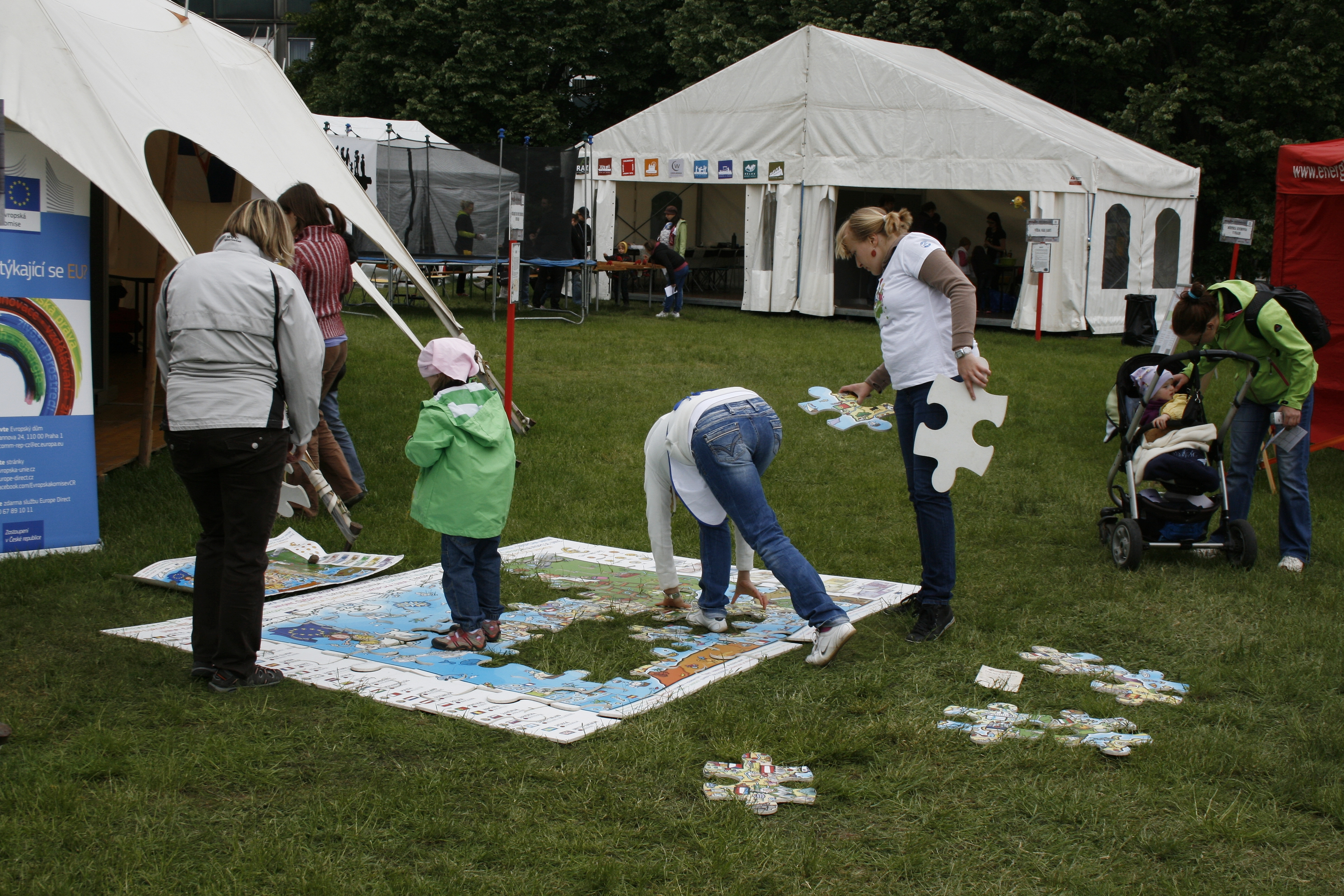
Vloerpuzzelen op het "Bambiriáda" (een jaarlijks festival van en voor kinderen) in Tsjechië

Een vloerpuzzel is een legpuzzel voor kinderen die op de vloer kan worden gemaakt. Ze is gemaakt van extra grote puzzelstukken, zodat eventuele kleinere broertjes of zusjes er ook veilig mee kunnen spelen.
De puzzelstukken kunnen gemaakt zijn van karton, zoals bij een reguliere legpuzzel, maar vaak zijn de stukken van hout en soms van kunststof schuim. Ze kunnen met behulp van een figuurzaag ook eenvoudig zelf gemaakt worden.
Bekende Nederlandse vloerpuzzels zijn gemaakt door het merk 'Play Time', met figuren als onder anderen Bassie en Adriaan.